# كأس روسيا لكرة القدم 1992–93
كأس روسيا لكرة القدم 1992–93 (بالروسية: Кубок России по футболу 1992/1993)‏ هو موسم من كأس روسيا لكرة القدم. أقيم خلال الفترة 2 مايو 1992م وحتى 13 يونيو 1993م، وفاز فيه توربيدو موسكو.